# Friesland: Feuerteufel
Feuerteufel ist ein deutscher Fernsehfilm von Dominic Müller aus dem Jahr 2023. Es handelt sich um die 19. Folge der Fernsehreihe Friesland. Die Episode wurde am 23. Dezember 2023 auf dem Sendeplatz „Der ZDF-Samstagskrimi“ erstmals im deutschen Fernsehen ausgestrahlt.

## Handlung
Nachdem eine Brandserie die Bevölkerung in Unruhe versetzt, wird bei einem erneuten Scheunenbrand ein Toter gefunden. Die Polizisten Süher Özlügül und Henk Cassens nehmen die Ermittlungen auf und stellen fest, dass es sich bei dem Opfer um den Hofbesitzer Johann Mors handelt, der alkoholisiert in der Scheune übernachtet hat. 
Ein paar Tage später brennt es erneut, in diesem Fall wieder kommt ein Feriengast auf dem Hof des Ehepaares Otto ums Leben. 
Bei ihren Nachforschungen treffen Süher und Henk auf Bestatter Wolfgang Habedank in Feuerwehrmontur. Als ehrenamtlicher Jugendfeuerwehrwart wässert Habedank mit seiner Gruppe Teenager die letzten Brandherde der Scheunen. Besonders hervor tut sich Isabel Winkler. Als die beiden Polizisten Isabels Familie einen Besuch abstatten, stellt sich heraus, dass deren Mutter, Hannah Winkler, eine Jugendfreundin von Henk Cassens ist. 
Kriminalhauptkommissar Brockhorst, der selbst von der Polizeipräsidentin Reiff zum Ermittlungserfolg ermahnt wird, macht Druck auf seine Polizisten. Er befürchtet, dass der Brandstifter schon bald wieder zuschlägt. Nachdem anfangs bei den Bränden keine Brandbeschleuniger festgestellt werden konnten, findet die Apothekerin Insa Scherzinger zusammen mit ihrer Kollegin Frau Harms doch noch Spuren von Brandbeschleunigern an den Tatorten. 
Neue Erkenntnisse bringen dann ausgerechnet Henk in Bedrängnis. Längst in Vergessenheit geratene Details aus seiner Vergangenheit kommen ans Licht und zwingen Brockhorst dazu, ihn vorläufig zu suspendieren. Cassens war zu seiner Zeit bei der Jugendfeuerwehr in den Verdacht geraten, Feuer gelegt zu haben, bewiesen konnte dieses jedoch nie.
Süher hat nun mit einem suspendierten Kollegen Henk und ihrem Bruder Yunus zu tun, der derzeit als Versicherungsvermittler tätig ist und genau für die Höfe, in deren Scheunen Maschinen und Oldtimer in Flammen aufgegangen sind, Versicherungen vermittelt hat.
Letztendlich stellt sich heraus, dass Hannah Winkler, die Jugendfreundin Henks, für die Brände früher und aktuell verantwortlich ist, allerdings nicht für das letzte Feuer.
Dieses wurde von den Eheleuten Otto gelegt, um einen Mord an ihrem Feriengast zu vertuschen. Dieser hatte ein Verhältnis mit Torsten Otto und wurde von diesem im Streit von der Treppe gestoßen.

## Rezeption

### Einschaltquote
Die Erstausstrahlung von Friesland: Sturmmöven erreichte am 23. Dezember 2023 6,37 Millionen Zuschauer, was einem Marktanteil von 23,6 Prozent entsprach. Von den 14- bis 49-jährigen Zuschauern schalteten 0,45 Millionen ein, was einem Marktanteil von 8,3 Prozent entsprach.

### Kritik
Elisa Eberle beschreibt die Folge auf prisma.de: „Wer die bisherigen "Friesland"-Krimis mochte, wird auch diesen Film lieben. Für Nachschub ist bereits gesorgt: Die Dreharbeiten für drei weitere Filme unter den Arbeitstiteln "Sterneduell", "Knüllenkieker" und "Abdrift" sind bereits abgeschlossen.“
Bei film-rezensionen.de wertete Oliver Armknecht: „Als Krimi ist Friesland: Feuerteufel dennoch durchaus ordentlich. Ein Manko ist jedoch, dass hier viel zu viele persönliche Bezüge hergestellt werden. Als wären die besagten Einsätze der Nebenfiguren nicht schon konstruiert genug, wird da wirklich alles und jeder irgendwie miteinander verbunden, und sei es durch lang zurückliegende Geschichten. Das mit den persönlichen Verwicklungen ist zwar im Krimibereich keine Seltenheit, viele machen das, um so künstlich Betroffenheit zu erzeugen. In dieser massiven Form kommt das aber schon selten vor.“

## Running Gag
Als Running Gag ist in einer Hafen- oder Wasserszene jeder Folge, meist in einer Dialogpause, dasselbe kurze Delfingeräusch off camera im Hintergrund hörbar. In Feuerteufel erklingt es nach 1:04:11 Stunden.